# Malšova Lhota
Malšova Lhota (německy Malschhotten) je místní částí statutárního města Hradec Králové. Nachází se na východě Hradce Králové a působí zde komise místní samosprávy Malšova Lhota. Malšova Lhota je také název katastrálního území o rozloze 1,94 km².

## Přírodní poměry
Vesnice stojí v Orlické tabuli. Severně od ní protéká řeka Orlice, jejíž tok s přilehlými pozemky a slepými rameny zde je součástí přírodní památky Orlice.